# Takadonta coreana
Takadonta coreana är en fjärilsart som beskrevs av Matsumura 1924. Takadonta coreana ingår i släktet Takadonta och familjen tandspinnare. Inga underarter finns listade i Catalogue of Life.